# Хальмия
«Хальмия» (швед. Idrottssällskapet Halmia) — шведский футбольный клуб из города Хальмстад, в настоящий момент выступает в Дивизионе 1, третьем по силе дивизионе Швеции. Клуб основан в 1907 году, домашние матчи проводит на стадионе «Эрьянс Валль», вмещающем 15 500 зрителей, этот стадион команда делит с клубом «Хальмстад», который является самым принципиальным соперником «Хальмии». В высшем дивизионе чемпионата Швеции «Хальмия», в период с 1932 по 1979 годы провела в общей сложности 11 сезонов, лучшими из которых стали сезоны 1943/44, 1946/47 и 1947/48, когда «Хальмия» становилась седьмой в итоговой таблице чемпионата.